# Departamento de Lago Buenos Aires
Departamento de Lago Buenos Aires är en kommun i Argentina.   Den ligger i provinsen Santa Cruz, i den södra delen av landet, 1 700 km sydväst om huvudstaden Buenos Aires.
Omgivningarna runt Departamento de Lago Buenos Aires är i huvudsak ett öppet busklandskap. Trakten runt Departamento de Lago Buenos Aires är nära nog obefolkad, med mindre än två invånare per kvadratkilometer.